# Prix des Lecteurs du Télégramme
Le Prix des Lecteurs du journal Le Télégramme est un concours annuel qui vise à récompenser un roman, récit ou témoignage d'un auteur vivant, français ou étranger. Il s'inscrit dans la volonté du journal d'accorder une place de choix à la culture en général et à la littérature en particulier. 

## Présentation
Il a été créé en hommage à l'ancien P-DG du Télégramme, Jean-Pierre Coudurier, et est parfois intitulé Prix des Lecteurs du Télégramme - Prix Jean-Pierre Coudurier.
De mars à mai, les participants lisent, rencontrent les auteurs et élisent leur coup de cœur. L'opération s'appuie sur le réseau des bibliothèques et des librairies bretonnes qui mettent les livres en avant, distribuent les bulletins de participation et accueillent les rencontres avec les auteurs. Au terme de la session, des prix récompensent l'auteur désigné mais aussi les lecteurs. Le Prix des Lecteurs du Télégramme, qui enregistre près de 1 000 votants, est le prix littéraire qui rassemble le plus de votes.

## Palmarès
- 2013 : Jean-Luc Nativelle pour son roman Le promeneur de la presqu'île (Editions du Petit Véhicule)
- 2012 : Peter May pour son roman L'homme de Lewis (Éditions du Rouergue)
- 2011 : Lionel Salaün pour son roman le retour de Jim Lamar (Lliana Levi)
- 2010 : David Foenkinos pour son roman La Délicatesse (Gallimard)
- 2009 : Claudie Gallay pour son roman Les Déferlantes (Éditions du Rouergue)
- 2008 : Marie Sizun pour son roman La femme de l'Allemand (Arléa)
- 2007 : Jérôme Tonnerre pour son roman Atlantique Sud (Grasset)
- 2006 : Yasmina Khadra pour son roman L'attentat (Julliard)
- 2005 : Delphine Coulin pour son roman Les traces (Grasset)
- 2004 : Alice Ferney pour son roman Dans la guerre (Actes Sud)
- 2003 : Eduardo Manet pour son roman Maestro ! (Robert Laffont)